# Buri-myeon
Buri-myeon (koreanska: 부리면) är en socken i kommunen Geumsan-gun i provinsen Södra Chungcheong i Sydkorea, 180 km söder om huvudstaden Seoul.